# 新營縣府日式木造官舍
新營縣府日式木造官舍，是位於臺灣臺南市新營區的日式宿舍，原為建築商本田三一宅邸，戰後作為縣府公務人員宿舍，今列歷史建築、新營美術園區景點，以作茶道館活化。

## 建物
據台南市政府文資處調查，新營縣府日式木造官舍原是日本營造商本田三一建造作為住所，約1936到1938年興建，配合臺灣日治時期都市計畫新營部分，地址原為新營街王公廟107番地。建物風格和洋折衷不僅表現當時日本建築風格，亦反映中產階級背景。建物推測外觀為入母屋造及洋式門拱，屋頂鋪疊灰黑屋瓦。內部為大跨距的座敷居間，整面拉門提供良好採光。建物佔地753平方公尺，已是當時台灣民間私營宅第較大類型的建物。
除200多坪的建地房舍外，還挖鑿水井以作為停水時四鄰汲水救急之所。據當地長者黃龍吉回憶，此井湧泉不斷，附近居民全靠此井過活，他兒時也曾到此打水。
1951年，建物由國民政府接收，交由臺南縣政府管理使用產權。此建物作為台南縣政府秘書林翀的宿舍，直到林翀及其妻子過世後，建物逐漸荒蕪。

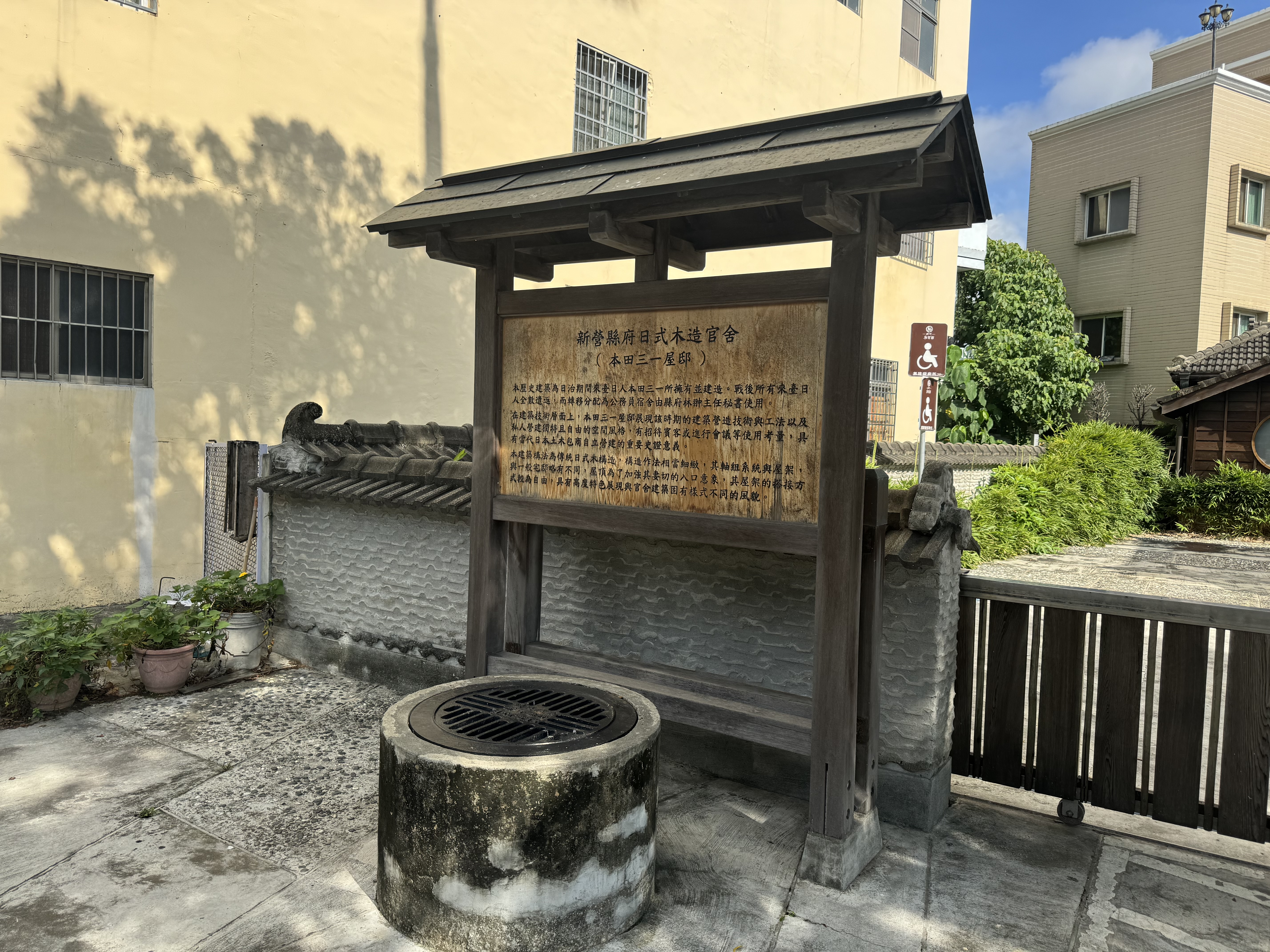
水井

## 文保
新營縣府日式木造官舍，是台南縣府在當地唯一保存較完整的檜木材質宿舍。有「新營活字典」之稱的新營耆老沈榮華從新營農會退休後開始研究新營歷史文化、風俗民情，向新營社區大學教師蔡佩如推薦此建物、新營自來水園區高架水塔作為文化資產。2010年5月28日，新營縣府日式木造官舍公告為歷史建築。

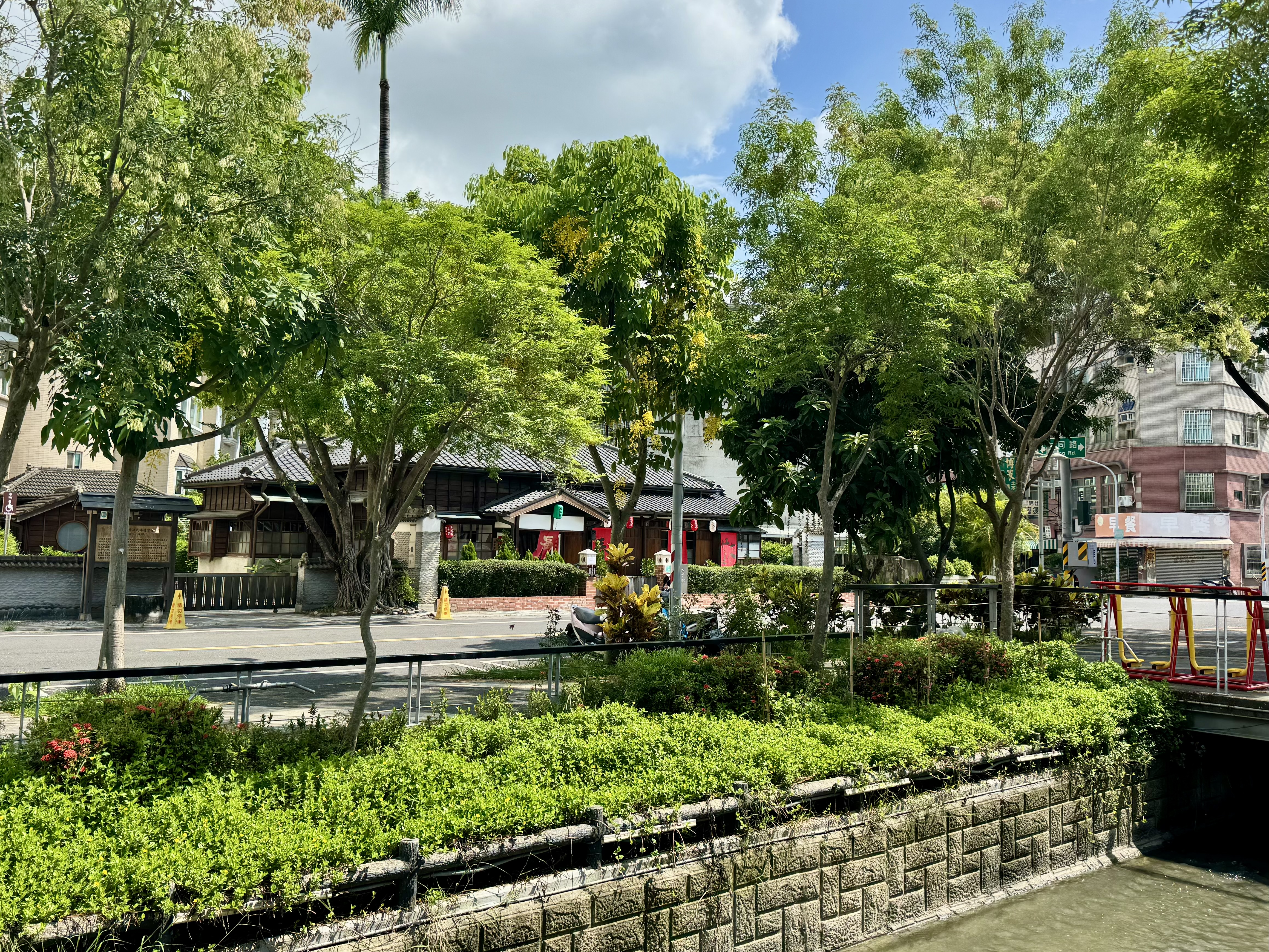
綠川廊道與本田三一宅

臺南市府將新營縣府日式木造官舍納為新營美術園區綠川廊道東側入口，向中華民國文化部爭取兩千萬元經費修復，2015年3月26日開始修復。

## 活化
2016年1月27日，市府文化局舉行公聽會，邀新營社區大學、美術學會及市議員蔡育輝、賴惠員等人討論日後活化事宜。至明年2015年1月4日市長賴清德前來視察歷史建築修復工程時，市府文化局已決定由燦吉實業進駐。2017年3月1日啟用後，委外給收藏家陳秀從管理經營，作為茶道館。2022年5月8日，改由黃敏玲團隊經營活化。